# Шипов Анатолій Миколайович
Анатолій Миколайович Шипов (1 серпня 1929 – 1986) — український радянський живописець і педагог; член Спілки радянських художників України з 1970 року.

## Біографія
Народився 1 серпня 1929 року. 1952 року закінчив Єлецьке художнє училище; 1961 року — Харківський художній інститут.
Викладав у Кримському художньому училищі імені Миколи Самокиша. Серед учнів: Анатолій Биков, Людмила Грейсер, Олексій Єлізаров, Олександр Кокоркін, Анатолій Кушнерьов, Людмила Кушнерьова, Наталія Логачова, Олександр Логвинюк, Володимир Перепічка, Володимир Федорченко.
Мешкав у Сімферополі в будинку на вулиці Херсонській, № 16, квартира № 14. Помер у 1986 році.

## Творчість
Працював у галузі станкового живопису, створював тематичні картини, портрети. Серед робіт:
- «Портрет скульптора Михайла Зоріна» (1961)[3];
- «Путина» (1969, Інститут російського реалістичного мистецтва)[4];
- «Чайки» (1976, Інститут російського реалістичного мистецтва)[4];
- «Азовсталь» (1970-ті).